# Elmo Lindholm

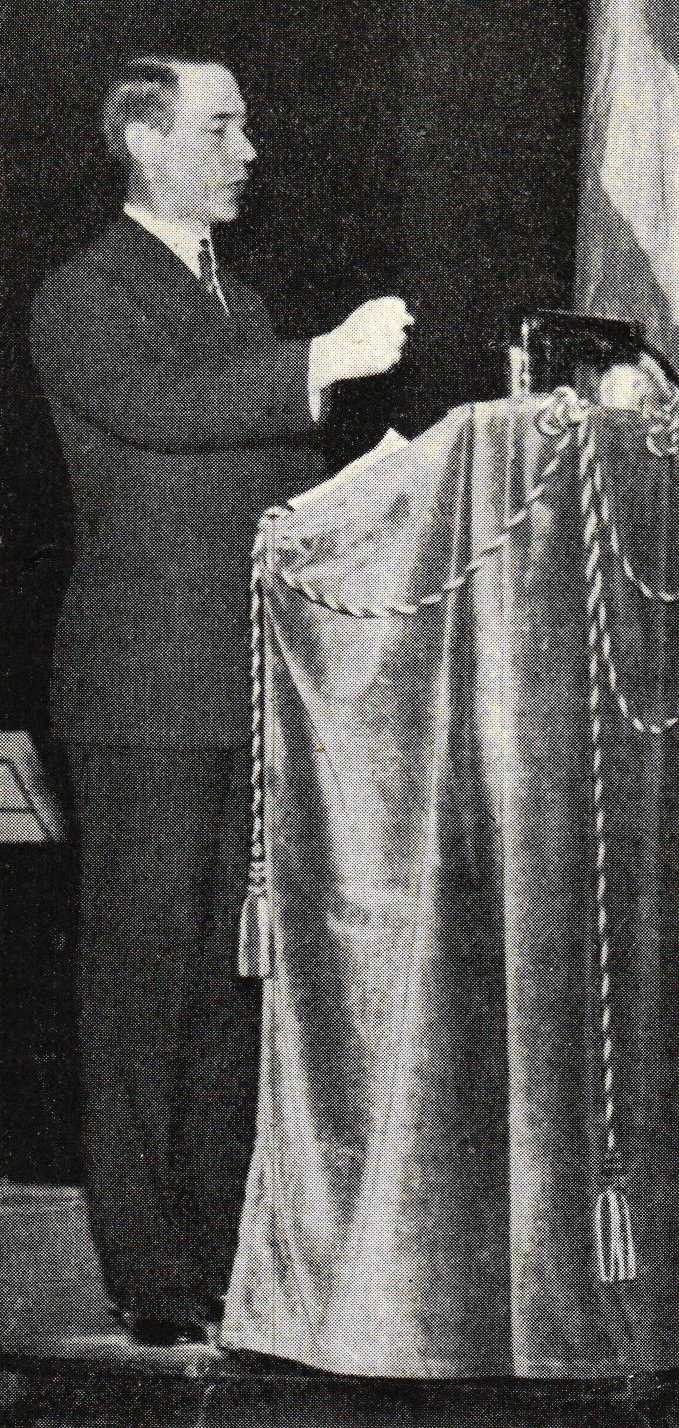
Elmo Lindholm i talarstolen, 1934.

Otto Gottfrid Elmo Lindholm, född 5 juni 1897 i Nosaby, död 3 oktober 1978 i Lund, var en svensk skolman, latinist och politiker. Han var partiordförande för Sveriges nationella förbund 1934–1940. 

## Biografi
Elmo Lindholm var son till folkskolläraren Anders Lindholm och Nilla, född Ohlsson. Han blev filosofie magister i latin, grekiska och historia 1921, filosofie licentiat 1927 och filosofie doktor 1931, allt vid Lunds universitet. Under studietiden var Lindholm verksam i den nationella studentklubben i Lund, och medverkade som skribent i Nationell tidskrift, Det nya Sverige och Svensk tidskrift. Efter att ha disputerat anställdes han som docent i latinska språket och litteraturen där 1931–35. Han var sedan lektor vid Högre allmänna läroverket för flickor i Örebro 1935–1939 och vid Katedralskolan i Lund 1939–64.
År 1932 valdes Lindholm till ordförande för Sveriges nationella ungdomsförbund (SNU), då ungdomsförbund till Allmänna valmansförbundet (nuvarande Moderaterna). Lindholm stod under starkt inflytande av konservativa och nationalistiska tänkare, som Rudolf Kjellén i Sverige och Charles Maurras i Frankrike, och var i deras anda antidemokrat, korporativist och traditionalist. Under hans ledning utvecklades ungdomsförbundet i konservativ, auktoritär och nationalistisk riktning, med inspiration från de nazistiska och fascistiska rörelserna i Europa. Man bildade också en uniformerad ”kamporganisation”, under ledning av Alf Meyerhöffer.
Förbundets utveckling under Lindholm bidrog till att man kom i ett kärvt läge i sitt förhållande till moderpartiet, och i synnerhet till dess mer liberala falang, företrädd av Eli Heckscher. År 1934 kopplades ungdomsförbundet loss och bildade ett nytt, med Allmänna valmansförbundet konkurrerande parti, under namnet Sveriges nationella förbund (SNF). Som eget parti rörde sig SNF vidare på den inslagna riktningen, och 1938 antogs ett partiprogram som benämnde förbundet som korporativt, nysvenskt, radikalt, nationalistiskt och socialistiskt. Man kom också allt tydligare att orientera sig i riktning mot nazismen och Nazityskland, vilket kom att bli en kraftig belastning för partiet efter andra världskrigets utbrott. Lindholm avgick som ordförande 1940 och efterträddes av affärsmannen Sven-Erik Sandström i Uppsala.
Från 1930 var Elmo Lindholm gift med Karin Larsson (1901–1982). Tillsammans fick de dottern universitetslektor Karin Adlercreutz (1931–2024), som var juris hedersdoktor vid Lunds universitet och gift med professor Axel Adlercreutz, och sonen Anders Lindholm (född 1933).

### Medverkande
- 33 latinstilar med kommentar och översättning, tills. m. Nils Dallby (Lund 1953)
- Cicero inför Caesar. En episod från år 46 f. Kr. Några brev och talet Pro Marcello med inledning och kommentar (Lund 1954)

## Utmärkelser
- Riddare av Nordstjärneorden.[2]